# امیرحسین شیرچی
امیرحسین شیرچی (۲ مرداد ۱۳۷۹ – ۴ اردیبهشت ۱۴۰۲) بازیکن فوتبال اهل ایران بود که سابقهٔ بازی در تیم‌های پدیده مشهد، بابل، جوانان نوین ساری و شهدای بابلسر را در کارنامهٔ خود داشت. پس از حضور صابر میرقربانی روی نیمکت تیم شهدای بابلسر، او به تمرینات این تیم بازگشت و حتی در ۲ دیدار نیز از ابتدا برای تیمش به میدان رفت. کادر فنی تیم شهدای بابلسر قصد نداشت که از ابتدا وی را به میدان بفرستد ولی به دلیل مصدومیت فرید آقاجانی، کاپیتان تیم، وی در جمع یازده نفر ابتدایی قرار گرفت. شیرچی از مهره‌های اصلی و کلیدی تیم شهدای بابلسر بود.

## درگذشت
امیرحسین شیرچی در تاریخ ۲۳ آذر ۱۴۰۱ در اواخر تمرینی که داشت، احساس درد از ناحیهٔ قفسه سینه کرد و از تمرین خارج شد. وی فردای آن روز سر تمرین نیامد و گفته‌شد که در بیمارستان بستری شده‌است. او در آی‌سی‌یو بستری شد. همچنین شرایط او خوب نبود و به وی اکسیژن وصل کرده‌بودند.
به گفته دکترش: ضربان قلب وی بالا و خیلی خطرناک بود و نباید تا ۶ ماه فعالیت ورزشی می‌کرد.
امیرحسین شیرچی در دقیقهٔ ۱۶ نیمهٔ نخست بازی تیم شهدای بابلسر و نفت‌و‌گاز گچساران، دچار ایست قلبی شد و درگذشت.